# Rudolf Klaban
Rudolf Klaban, född 5 april 1938, är en friidrottare från Österrike. Han deltog vid olympiska sommarspelen 1960, olympiska sommarspelen 1964 och olympiska sommarspelen 1968.